# Killwangen
Killwangen (schweizertyska: Chillwange) är en ort och kommun i distriktet Baden i kantonen Aargau, Schweiz. Kommunen har 2 242 invånare (2023).